# ウィリアム・ヒューレット
ウィリアム・レディントン・ヒューレット（William Reddington Hewlett, 1913年5月20日 - 2001年1月12日）は、ヒューレット・パッカードの共同創業者。アメリカ合衆国の起業家、慈善家。ビル・ヒューレット（Bill Hewlett）とも。

## 経歴
アメリカ合衆国・ミシガン州アナーバーに生まれ、3歳のときにサンフランシスコへ移住する。1925年に医師である父アルビオン・ウォルター・ヒューレットを脳腫瘍で亡くす。1930年スタンフォード大学に入学。1934年、学士号を取得。1936年、マサチューセッツ工科大学で電気工学の修士号を取得。1939年、スタンフォード大学で電気工学の学位を取得。
スタンフォード大学で、同じ工学のクラスの生徒であったデビッド・パッカードと知り合う。二人は1937年8月に会社創設について協議し、1939年1月にヒューレット・パッカードを設立した。最初の製品は、ヒューレットが大学在学中に開発したデザインに基づいた「オーディオ発振器」であった。工場はカリフォルニア州パロアルトにあるパッカードの車庫で、資本金は538ドルだった。
第二次世界大戦中は陸軍信号参謀総長や陸軍省特別幕僚の新規開発部門の電子技術課の責任者を務め、陸軍時代後半には終戦直後の日本の産業を視察する特別チームにも参加した。1947年、パロアルトに戻ってから間もなくヒューレット・パッカードの副社長に任命される。1957年に上級副社長に選任され、1964年から1977年まで社長を務め、1968年から1978年まで最高経営責任者を務めた。1983年まで経営委員会委員長を、1987年まで取締役会副会長を務めた。
1966年、妻フローラ（1977年没）とともに慈善団体「ウィリアム&フローラ・ヒューレット財団」を設立し、1994年まで理事長を、2001年まで名誉理事長を務めた。1994年にシンクタンク「カリフォルニア公共政策研究所」の設立を支援し7000万ドルの寄付を行った。
1983年、当時のアメリカ合衆国大統領ロナルド・レーガンからアメリカ国家科学賞を授与される。1995年、パッカードとともにレメルソン-MIT 賞を受賞。
2001年1月12日、老衰のため死去。87歳。

## 栄典
- IEEEファウンダーズメダル (1973年)
- アメリカ国家科学賞 (1983年)
- 全米発明家殿堂 (1992年)[1]
- Lemelson-MIT Prize Lifetime Achievement Award (1995年)
- ハインツ賞理事長メダル（パッカードと共に, 1997年）[2]
- ベンジャミン・フランクリン・メダル（1997年）
- Entrepreneur Walk of Fame (2011年)